# Adiantopsis parvisegmenta
Adiantopsis parvisegmenta är en kantbräkenväxtart som beskrevs av M.S.Barker och Hickey. Adiantopsis parvisegmenta ingår i släktet Adiantopsis och familjen Pteridaceae. Inga underarter finns listade.